# بیلانکوه
بیلانکوه (بیلانکی) نام کوه و محله‌ای در شرق شهر تبریز است. پیش‌تر این محله به جهت توقف بسیاری از اولیا و فقیران در آن به ولیان‌کوه مشهور شده بود.
میرزاجعفر سلطان‌القرایی در رابطه با بیلانکوه در روضات‌الجنان می‌نویسد:
ولیان‌کوی به فتح اول و کسر ثانی و سکون نون، بنا به وصف مؤلف، بلیان‌کوی، بلیان‌کوه و ولیان‌کوه نیز نوشته‌اند. عامه بیلانکی به فتح با و سکون یا و نون خوانند.
عبدالعلی کارنگ نیز در این رابطه می‌نویسد:
اکنون بیلانکوه گویند؛ ولیان‌کوه در امتداد جنوب‌غربی کوه عینلی یا کوه سرخاب قرار گرفته و میان تپه‌های کوچک ولیان‌کوه و عینلی چند درهٔ کوچک وجود دارد.
بیلانکوه نزدیک چهارراه عباسی قرار دارد و توسط خیابانی که به چهارراه آبرسان می‌رود، به دو قسمت شرقی و غربی تقسیم شده‌است.
هم‌اکنون در دو سوی رودخانه همیشه خروشان اسبه‌ریز که از بین اندک زمین‌های کشاورزی باقی‌مانده در منطقهٔ سرسبز و باشکوه بیلانکوه می‌گذرد به وارون دیگر محلات شهر تبریز چندین باب باغ بزرگ همچنان در این منطقۀ زرین و زیبای شهر تبریز باقی مانده و در چارچوب بستر یکی از باغات بیلانکوه دو بنای تاریخی و عمارت بسیار دیرینه ساخت وجود دارد و بنابه گفته‌های ریش سپیدان و اهالی سالمند محله، بناهای دیرساخت و قدمت دار واقع در یکی از بزرگترین باغ‌های منطقه، در زمان شاهان قاجار محل ییلاقی ولیعهدان قاجاری بوده به ویژه بنابه روایات شنیده شده اهالی محل از آبا و اجدادشان گویا در سالیان دور و دراز ناصرالدین شاه قاجار پیش و حتی پس از به سلطنت رسیدن به هنگام حضورش در تبریز در عمارت‌های تاریخی و بناهای کاخ مانند واقع در باغات وسیع و گسترده بیلانکوه سکونت داشته. امروزه افزون‌بر احتمال نزدیک به یقین کوبیده، زدوده و روبیده شدن تمامی باغات بهم پیوسته منطقه پرآب، سرسبز و خوش آب و هوای بیلانکوه از برای بناکردن ساختمان‌های مسکونی در منطقه بیم آن می‌رود در وهلهٔ نخست به دلیل به حال خود رها کردن هر دو عمارت تاریخی و فرسودگی و ریزش بخش‌هایی از دیوارهای بناهای قاجاری واقع در باغات بیلانکوه و سپس به دلیل ساخت بزرگراهی که عملیات ابتدایی ساخت آن از چندی پیش (مهرماه ۱۳۹۴) آغاز شده و گویا به احتمال قوی ادامه ساخت این بزرگراه که بخش‌های وسیعی از پوشش گسترده گیاهی، مزارع و باغات بیلانکوه را در برخواهد گرفت، هر دو بنای قدیمی و عمارت‌های تاریخی و دیرینه ساخت به همراه باغات دیرپای و پر وسعت بیلانکوه مورد ویرانی و نابودی قرار گیرد، زین رو شاید شهروندان تبریزی به مانند سالیان گذشته دگربار شاهد نابودی و برچیده شدن یکی دیگر از اماکن قدیمی و باغات تاریخی کهن‌شهر تبریز بوده باشند. یکی دیگر از عوامل تخریب باغات بیلانکوه تصرف غاصبانۀ باغات منطقه توسط ارگان‌های شهرداری و آموزش و پرورش اشاره کرد که باغ ۸٬۰۰۰ متری با درختان میوهٔ چندین ساله تبدیل به مدرسه و پاساژ شده‌است.    https://web.archive.org/web/20160203090212/http://old.anaj.ir/news/pages/76760